# Lataha
Lataha  è una città e sottoprefettura della Costa d'Avorio appartenente al dipartimento di Korhogo. Conta una popolazione di 30 745 abitanti (censimento 2014).